# Wicko Morskie
Wicko Morskie [ˌvʲit͡skɔ ˈmɔrskʲɛ] (deutsch Vietzkerstrand) ist ein Dorf in der Woiwodschaft Westpommern in Polen. Es gehört zur Gmina Postomino (Gemeinde Pustamin)  im Powiat Sławieński (Schlawer Kreis).

## Geographische Lage
Das Bauern- und Fischerdorf Wicko Morskie liegt 20 Kilometer nördlich von Sławno und 18 Kilometer nordostwärts von Darłowo (Rügenwalde) auf einer Nehrung zwischen dem Jezioro Wicko (Vietzker See) und der Ostsee. Der Ort ist auf einer Halbinsel angelegt, die in den See hineinragt, und direkt gegenüber am anderen Seeufer lag das dem See den Namen gebende Dorf Wicko (Vietzke).
Umgrenzt wird Wicko Morskie im Westen von Jezierzany (Neuhagen Amt) und Jarosławiec (Jershöft), im Norden durch die Ostsee, im Osten vom nicht mehr existenten Królewice (Krolowstrand) und im Süden vom Jezioro Wicko.

## Geschichte
Wann der Ort angelegt wurde, ist nicht bekannt. 1788 sollen hier vier Familien mit 15 Angehörigen gewohnt haben, und 1805 wurden bereits – wenn auch nur wenige – Schulkinder unterrichtet. Es wird angenommen, dass Vietzkerstrand ursprünglich ein Abbau von Vietzke (Wicko) mit einigen Familien zur Nutzung der Fischereirechte auf dem See, die dem Grundherrn von Vietzke zustanden, gewesen ist.
Das Dorf selbst ist wohl erst durch den Bevölkerungszuwachs im 19. Jahrhundert entstanden: 1818 registrierte man 65 Einwohner, 1871 waren es bereits 230, und 1939 wohnten hier bereits 315 Menschen.

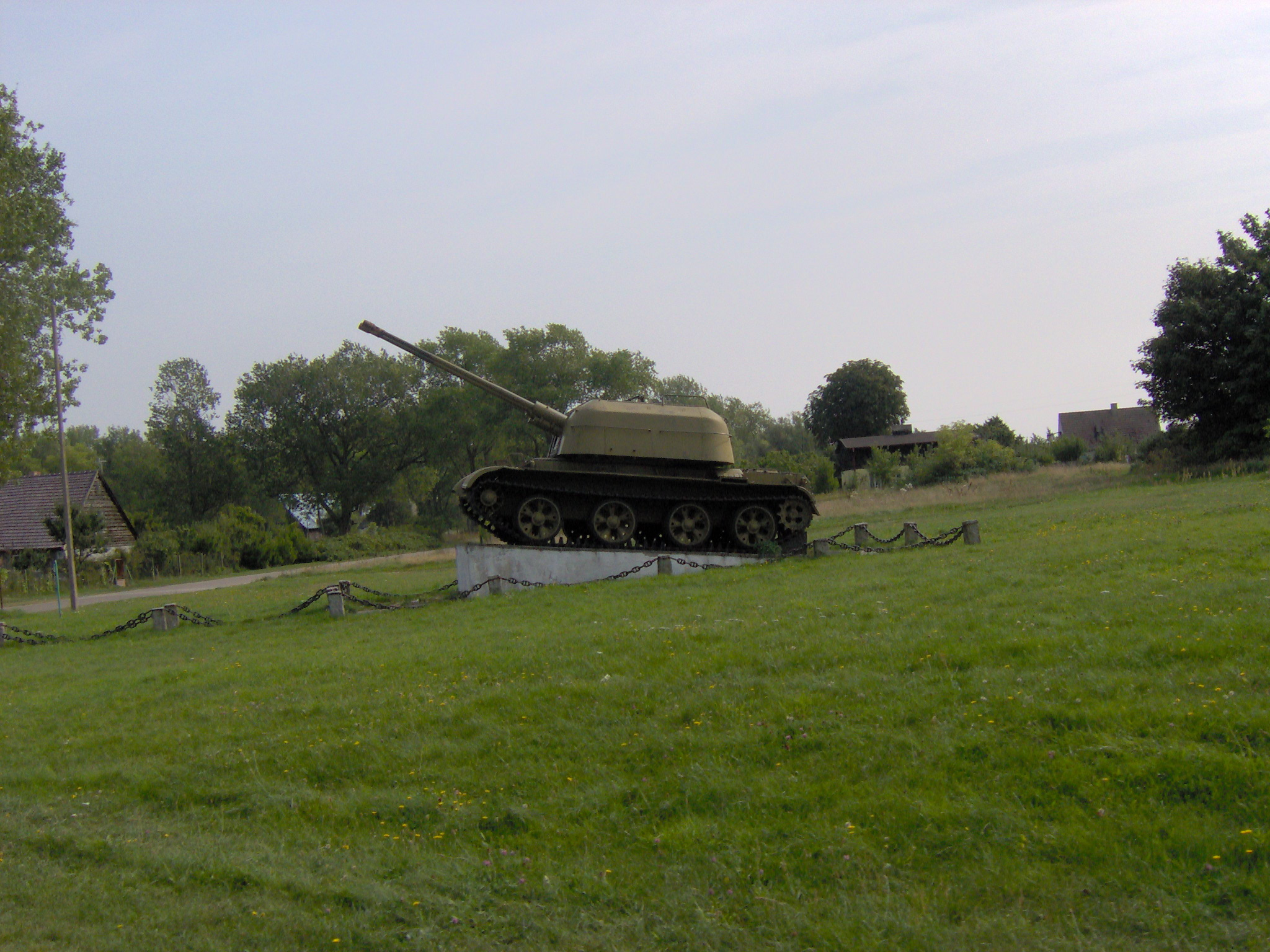
Panzer als Denkmal in Wicko Morskie

Bis 1945 war Vietzkerstrand mit den Gemeinden Görshagen (Górsko), Krolow (Królewo) (mit Vietzke (Wicko)), Marsow (Marszewo) und Schlackow (Złakowo) zum Amtsbezirk Schlackow im Landkreis Schlawe i. Pom. im Regierungsbezirk Köslin der preußischen Provinz Pommern verbunden. Auch standesamtlich waren die Gemeinden nach Schlakow orientiert. Amtsgerichtsbereich war Schlawe.
Am 8. März 1945 besetzte die Rote Armee das Dorf. In der Folge wurde Vietzkerstrand polnisch und ist heute mit dem Namen Wicko Morskie ein Teil der Gmina Postomino im Powiat Sławieński der Woiwodschaft Westpommern (bis 1998 Woiwodschaft Słupsk).
Hier leben heute 60 Einwohner.

## Militärstandort
In den 30er Jahren des 20. Jahrhunderts verlor der Ort sein Gesicht, als man Vietzkerstrand zum Zentrum der Flugabwehrausbildung machte und einen Übungsschießplatz mit Zielrichtung auf die Ostsee anlegte. Zur Feldflak-Artillerieschule XII Stolpmünde gehörte auch ein Militärflugplatz. Der spätere CSU-Politiker Franz Josef Strauß war hier 1943 Lehrgangsteilnehmer. Auf dem Fliegerhorst Vietzkerstrand, der sowohl von Land- als auch Seeflugzeugen genutzt werden konnte, waren jedoch nur gegen Kriegsende fliegende Staffeln stationiert. Im Februar 1945 lag hier die I. Gruppe des Nachtjagdgeschwaders 100 (I./NJG 100). 
Militärischen Zwecken dient das Gelände auch heute noch, denen man sogar den nahe gelegenen Ort Krolowstrand (Królewice) opferte. Östlich des Dorfes befindet sich der Flugplatz "Lotnisko Wicko Morskie" am Rande des Truppenübungsplatzes "Poligon Ustka (Stolpmünde) - Wicko". Die einzig genutzte Landebahn ist die 09.

## Ortsgliederung bis 1945
Vor 1945 gehörte zur Gemeinde Vietzkerstrand noch ein Wohnplatz:
- Finnkaten (polnisch: Samborze), Bauerngehöft, 1 Kilometer westlich des Dorfes am Weg nach Jershöft.

## Kirche
Vor 1945 war Vietzkerstrand ein rein evangelischer Ort. Das nächstgelegene Gotteshaus war die Dorfkirche in Lanzig (Łącko), zu deren Kirchspiel sechs Orte in der Nachbarschaft gehörten. Es lag im Kirchenkreis Rügenwalde (Darłowo) der Kirchenprovinz Pommern der Kirche der Altpreußischen Union.
Sei 1945 ist die Bevölkerung von Wicko Morskie fast ausnahmslos römisch-katholisch. Kirchort ist heute Jarosławiec (Jershöft), wo 1989 eine eigene Kirche gebaut worden ist. Sie ist Filialkirche der Pfarrei Łącko (Lanzig) im Dekanat Ustka (Stolpmünde) im Bistum Köslin-Kolberg der Katholischen Kirche in Polen. Evangelische Kirchenglieder sind den Pfarrämtern in Koszalin (Köslin) bzw. Słupsk (Stolp) in der Diözese Pommern-Großpolen der Evangelisch-Augsburgischen Kirche in Polen zugeordnet.

## Schule
In Vietzkerstrand bestand vor 1945 eine einklassige Volksschule.